# Phaeophilacris platyptera
Phaeophilacris platyptera är en insektsart som beskrevs av Lucien Chopard 1961. Phaeophilacris platyptera ingår i släktet Phaeophilacris och familjen syrsor. Inga underarter finns listade i Catalogue of Life.